# Оши лез Орши
Оши лез Орши (фр. Auchy-lez-Orchies) насеље је и општина у североисточној Француској у региону Север-Па де Кале, у департману Север која припада префектури Дуе.
По подацима из 2011. године у општини је живело 1491 становника, а густина насељености је износила 191,4 становника/km². Општина се простире на површини од 7,79 km². Налази се на средњој надморској висини од 50 метара (максималној 52 m, а минималној 32 m).

## Демографија
| 1962. | 1968. | 1975. | 1982. | 1990. | 1999. | 2011. |
| ----- | ----- | ----- | ----- | ----- | ----- | ----- |
| 847   | 889   | 887   | 1.038 | 1.142 | 1.156 | 1.491 |